# Absintina
L'absintina è un guaianolide dimerico isolato nel 1953, facente parete della famiglia dei triterpeni, principale principio attivo estratto dalla pianta di Artemisia absinthium.
La sua struttura molecolare è stata completata solo nel 1980, grazie a tecniche di ricerca più avanzate quali risonanze magnetiche nucleari e cristallografie a raggi-X.
L'absintina è inoltre responsabile del sapore amaro della pianta, o del distillato d'assenzio.